# گریر گرمر
گریر گِرَمِر (انگلیسی: Greer Grammer؛ زادهٔ ۱۵ فوریهٔ ۱۹۹۲) یک هنرپیشه اهل ایالات متحده آمریکا است.
وی از سال ۲۰۱۰ میلادی تاکنون مشغول فعالیت بوده‌است.